# Тайна Чингис Хаана
«Тайна Чингис Хаана» — кинофильм 2009 года совместного производства России, Монголии и США.
Фильм снят по роману Николая Лугинова «По велению Чингисхана», авторы сценария — Владимир Карпов, Валентина Чусовская.
Фильм является первым широкомасштабным проектом якутского кино.

## Сюжет
Фильм «Тайна Чингис Хаана» охватывает период времени от рождения мальчика Темучина до становления его императором…
Три друга детства. Три названых брата. Один посвящён в таинство и станет шаманом. Двое пойдут по пути войны, и народ признает в них вождей. Но лишь одному из них суждено стать повелителем всей степи. Он избран Вечным Синим Небом. И само небо пошлёт ему испытания. Любовь к женщине сделает его воином. Верность закону приведёт к братоубийству. Стремление к мирной жизни заставит начать войну.
Совет 9-ти язычных племён провозгласит его владыкой и даст ему имя древнего божества — Чингис Хаан. Его воины дойдут до западных городов, южных морей, северных гор. Но месть рождает месть. Отныне степь будет жить по единому закону Яса. Я создам из всех народов и племён, в котором один будет ответственен перед всеми, и все будут ответственны перед одним.

## В ролях
- Эдуард Ондар — Чингис Хаан
- Сюзанна Ооржак — Бортэ
- Оргил Махаан — Джамуха
- Хурматулла Утяшев — Тайан хан
- Степанида Борисова — Оэлун
- Олег Тактаров — Кучулук хан
- Тувшинхуу Мунхзаяа — Таргудай
- Аян Успун — Темучин в детстве
- Ильяна Павлова — Оэлун в юности
- Алексей Егоров — Бэлгутей
- Елена Румянцева — Гурбесу
- Кэри-Хироюки Тагава — Телохранитель Гурбесу